# Epipagis griseicincta
Epipagis griseicincta là một loài bướm đêm trong họ Crambidae.